# Тюрин, Алексей Алексеевич
Алексей Алексеевич Тюрин (30 января 1955, Елец, Липецкая область — 20 сентября 1995, Москва) — советский дзюдоист, чемпион СССР и Европы, Заслуженный мастер спорта СССР, тренер.

## Биография
В 1979—1984 годах был членом сборной команды страны. Оставил большой спорт в 1984 году. Работал тренером в ЦСКА.
Уйдя на пенсию в звании майора, Тюрин занялся бизнесом, был заместителем генерального директора фирмы «Престиж», на партнёров которой в августе 1995 года начали оказывать давление представители курганской ОПГ, действующей непосредственно в Москве.
19 сентября 1995 года Алексей Тюрин задержался на работе и вернулся домой около девяти часов вечера. По словам жителей дома, во дворе он некоторое время разговаривал с неизвестным мужчиной, приехавшим на встречу с борцом на автомашине Volkswagen Passat с липецкими номерами. А примерно через полчаса жильцы услышали серию странных хлопков.
Вскоре жители дома обнаружили в нескольких метрах от подъезда Тюрина, который лежал в луже крови. Раненый был доставлен в одну из городских больниц. Из его тела было извлечено 14 пуль.
Скончался 20 сентября 1995 года в Москве от огнестрельных ран, полученных в результате покушения. Похоронен на Троекуровском кладбище.

## Спортивные результаты

### Свыше 95 кг
- Чемпионат СССР по дзюдо 1978 года — ;
- Чемпионат СССР по дзюдо 1981 года — ;
- Чемпионат СССР по дзюдо 1982 года — ;
- Чемпионат СССР по дзюдо 1983 года — ;
- Чемпионат СССР по дзюдо 1984 года — ;

### Абсолютная категория
- Чемпионат СССР по дзюдо 1978 года — ;
- Чемпионат СССР по дзюдо 1979 года — ;

## Семья
Был женат на сестре хоккеиста, нападающего ЦСКА и сборной СССР Виктора Жлуктова. У него остались сын и дочь.

## Память
На родине спортсмена, в Ельце, проводится ежегодный всероссийский турнир, основанный его братом, Евгением Тюриным.